# Alfredo Stroessner
Alfredo Stroessner Matiauda, paragvajski general in diktator, * 3. november 1912, Encarnación, Paragvaj, † 16. avgust 2006, Brasilia, Brazilija.

## Življenje
Bil je sin Nemca Huga Strössnerja, ki se je preselil z Bavarske in je delal kot računovodja v pivovarni, ter Paragvajke Heriberte Matiauda. Po vstopu v vojsko je hitro napredoval in leta 1948 postal najmlajši general v Južni Ameriki. 4. maja 1954 je vodil državni udar, s katerim je strmoglavil predsednika Federica Cháveza. Po kratkem vmesnem obdobju, ko je državo vodil Tomás Romero Pereira, je kot edini kandidat zmagal na izrednih volitvah in prevzel oblast. Vzpostavil je totalitarističen režim, v katerem je imel vse vzvode oblasti, čeprav je bila opozicija formalno dovoljena. Paragvaj je bil v tem času sicer politično stabilen in je napredoval tudi gospodarsko, vendar so režim zaznamovale hude kršitve človekovih pravic ter zatiranje drugače mislečih. Kljub temu je bil zaradi protikomunistične usmerjenosti v dobrih odnosih z ameriškim vodstvom, dokler se ni Carterjeva administracija odzvala na obtožbe o kršitvah človekovih pravic in bojkotirala državo. To politiko je nadaljevala tudi Reaganova administracija.
Nazadnje je izgubil tudi podporo v domači državi in leta 1989 ga je strmoglavil nekdanji prijatelj ter zaveznik Andrés Rodríguez. Odšel je v izgnanstvo v Brazilijo, kjer je umrl leta 2006. Proti njemu je v Paragvaju potekalo več preiskav in sodnih postopkov, v katerih so med drugim odkrili t. i. »arhive terorja« z zapiski o pobijanju ter mučenju stotin nasprotnikov.
Stroessner je vladal skoraj 35 let, kar je za Fidelom Castrom druga najdaljša vladavina kakega južnoameriškega voditelja.